# آخكر (صاروخ جو-أرض)
آخكر: أي (الشرارة)، هو صاروخ موجه تلفزيونياً والخاص بالطائرات من دون طيار. تم تصميمه وإنتاجه من قِبَل جمهورية إيران. فهو صاروخ جو-أرض من إنتاج وزارة الدفاع الإيرانية. تم الكشف عنه يوم 30 يناير/ كانون الثاني 2019م، في معرض (اقتدار 40)، المتوافق مع الإنجازات الدفاعية للقوات المسلحة الإيرانية. ان صاروخ آخكر هو من نوع التوجيه التلفزيوني. ويبلغ مداه 30 كيلومتر، ومزود بمحرك ميكروجت وسرعته 600 كيلومتر في الساعة ووزنه 27 كغم فيما زنة رأسه الحربي 7 كغم. ويمكن إطلاقه من الطائرات بدون طيار كطائرة Kaman-12 (UAV) إيرانية الصنع. وقد دخل هذا الصاروخ الجوي الذي يُطلَق من المركبات الغير مأهولة مرحلة الإنتاج الضخم سنة 2019م.

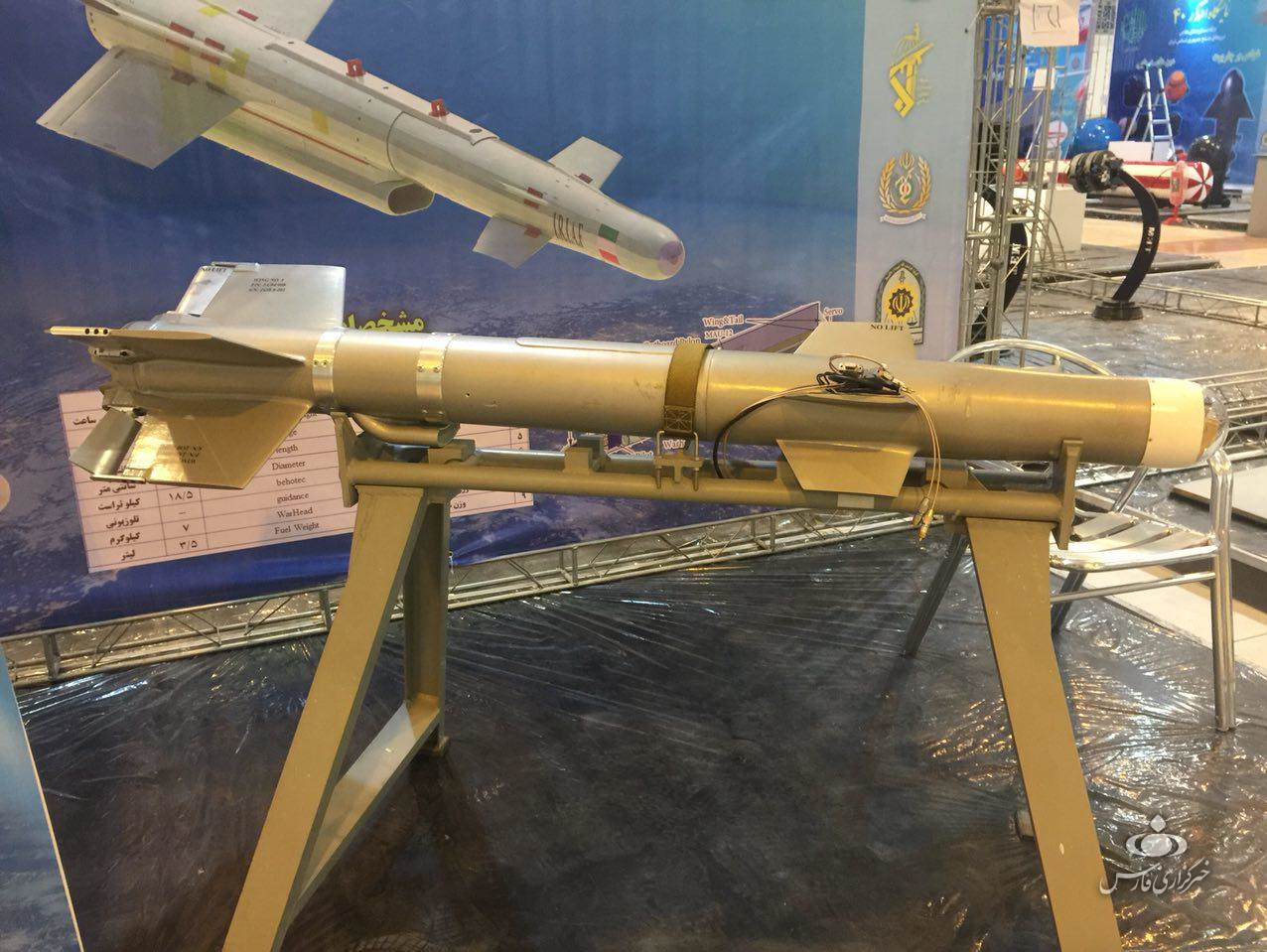
صاروخ آخكر إيراني الصنع في معرض اقتدار 40

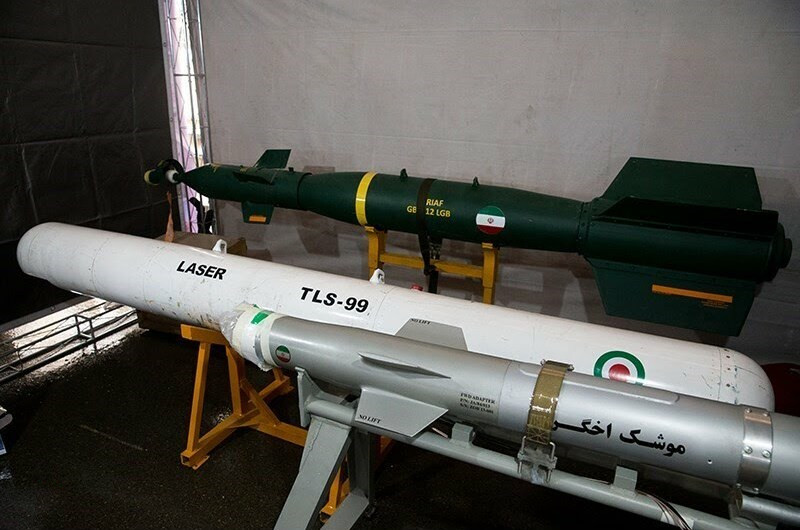
صاروخ آخكر جو-أرض الذي تم الإعلان عنه سنة 2019م

## خصائص الصاروخ
تم تزويد صاروخ آخكر جو-أرض الإيراني بمحرك ميكروجت وسرعته تبلغ 600 كيلومتر في الساعة، ووزنه يبلغ 27 كغم، فيما زنة رأسه الحربي 7 كغم، اما طوله فيبلغ 1.7 متراً وقطره 13 سم. صاروخ المركبة الجوية بدون طيار هذا، هو من نوع التوجيه التلفزيوني ومحركه مصنوع من نوع المحرك النفاث الصغير. يمكن تثبيت هذا الصاروخ على طائرة كمان-12 الإيرانية. لهذا الصاروخ القدرة على الوصول لمسافة 30 كيلومتراً بواسطة الطائرات بدون طيار إلى أهداف مختلفة.

## عرض الصاروخ
تم عرض الصاروخ آخكر، الذي يُعَد أحدث صاروخ يُطلَق بواسطة الطائرات المسيرة. في معرض اقتدار 40. حيث انطلق معرض الإنجازات الدفاعية للقوات المسلحة الإيرانية تحت إشراف هيئة الأركان العامة للقوات المسلحة وعُرَضَ فيه أكثر من 560 من المنتجات الدفاعية محلية الصنع التي تُظهِر القدرات الدفاعية للبلاد بما فيها أنواع الطائرات المسيرة والصواريخ القصيرة والمتوسطة وبعيدة المدى وأنواع المدرعات والقنابل والأسلحة الفردية والمروحيات وأجهزة مكافحة الحرب الكيماوية والإلكترونية والمعدات البحرية. ويستمر هذا المعرض، المعنون بـ «اقتدار 40»، 12 يوماً، ومن الصواريخ البالستية المعروضة فيه، «خرمشهر» و«سجيل» و«قدر أف» و«قدر أج» و«قيام» و«شهاب 1» و«شهاب 2» و«زلزال» و«ذو الفقار» و«هرمز». بالإضافة إلى الطائرة المسيرة «كمان 12» (قوس 12) التي تعتبر أحدث طائرة إيرانية مسيرة، والصاروخ «اخگر» (شرارة) ومنظومة شاهين المشوشة وصاروخ كروز «قاصد 3» كما عُرِضَت الطائرات المسيرة مهاجر، وشاهد 129، وكرار، وابابيل، وصاعقة التي كُشِفَ النقاب عنها سابقاً. وخلال مراسم إفتتاح هذا المعرض الكبير، أعلن رئيس الأركان العامة للقوات المسلحة الإيرانية اللواء محمد باقري أن إيران تُعَد ضمن القوى المتفوقة في العالم في بعض المجالات الدفاعية، معلناً إستعداد البلاد لتصدير مختلف منتوجاتها الدفاعية. ونوه رئيس الأركان الإيرانية بأن إيران كانت قبل الثورة قادرة فقط على تجميع الأسلحة الفردية وان أوضاع اليوم لا تقارن عما كانت عليه سابقاً. وقد افتتح المعرض وزير الدفاع الإيراني العميد أمير حاتمي، وقائد الأركان، محمد باقري، وذلك بمناسبة الذكرى الأربعين لانتصار الثورة الإيرانية.

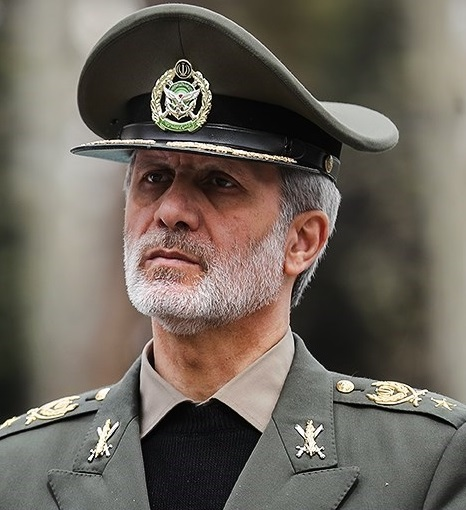
وزير الدفاع الإيراني العميد أمير حاتمي سنة2019م

## معرض الصور

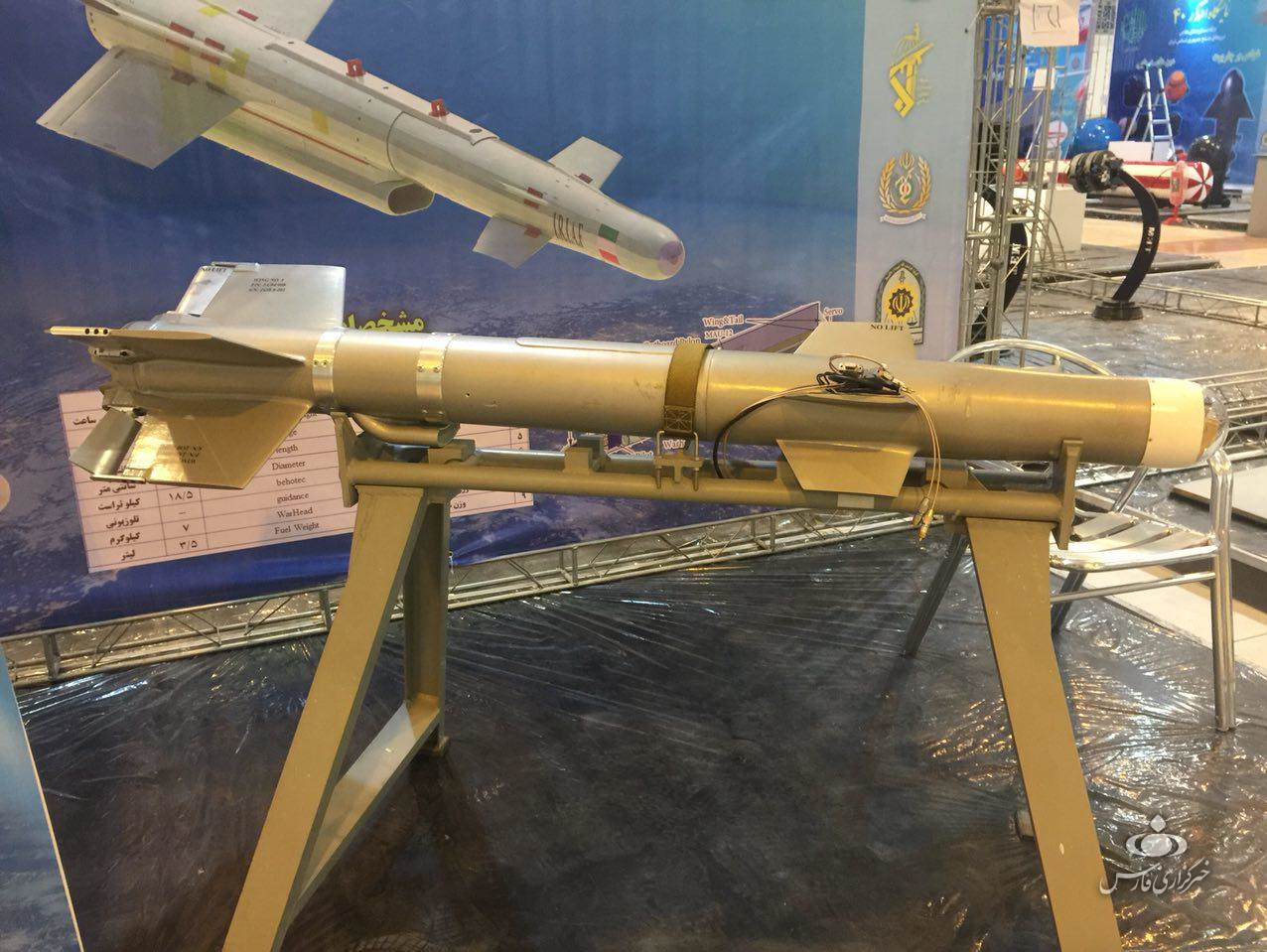
صاروخ آخكر إيراني الصنع في معرض اقتدار 40

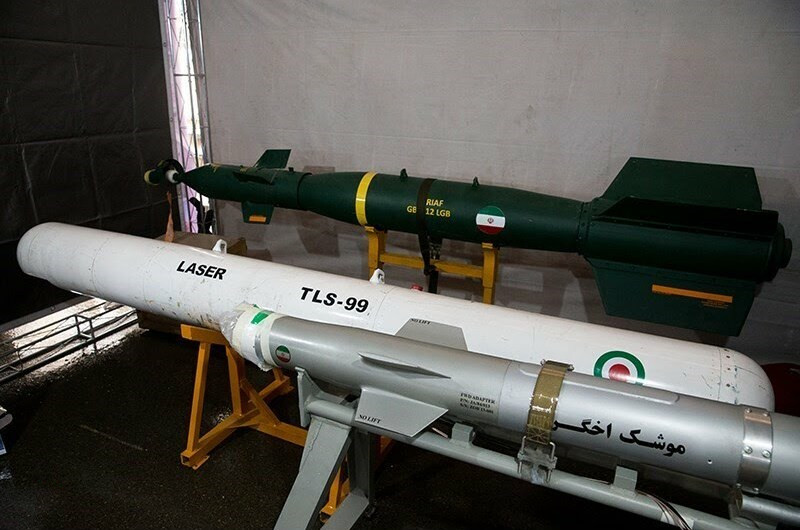
صاروخ آخكر جو-أرض الذي أُعْلِنَ عنه سنة 2019م